# デンジャラス・プリズン -牢獄の処刑人-
『デンジャラス・プリズン -牢獄の処刑人-』（原題：Brawl in Cell Block 99）は、2017年制作のアメリカ合衆国のクライム・スリラー映画。R15+指定。。主演はヴィンス・ヴォーン、ジェニファー・カーペンター、ドン・ジョンソン、 ウド・キアー、マーク・ブルカス、トム・ギリー。第74回ヴェネツィア国際映画祭で上映された。2017年10月6日に劇場公開され、2017年10月13日にデジタルHDとビデオオンデマンドでRLJEフィルムズによって公開された。

## ストーリー
失業してドラッグの運び屋になった元ボクサーのブラッドリーは、取引現場で警察との銃撃戦に巻き込まれ、逮捕されてしまう。刑務所に送られた彼のもとにギャングの使いが面会に訪れ、取引失敗の代償として、レッドリーフ重刑務所に服役している男の殺害を命じる。妊娠中の妻を人質に取られたブラッドリーは、レッドリーフ重刑務所への移送を狙って騒動を起こすが……。

## キャスト
- ブラッドリー・トーマス : ヴィンス・ヴォーン （小山剛志）
- ローレン・トーマス : ジェニファーカーペンター （木下紗華）
- ウォルデン・タッグス :  ドン・ジョンソン （宝亀克寿）
- プラシッドマン - ウド・キア （村松康雄）
- ギル - マーク・ブラカス
- Andre : ムスタファ・シャキール
- ウィルソン : トーマス・ギリー
- エラドン : ディオン・ムッチアシト
- ロマン :  ジーノ・セガーズ
- レフティ : ウィリー・C・カーペンター
- アーヴィング : フレッド・メラメド
- ローレンス・ワトキンス刑事 : クラーク・ジョンソン
- デニー・パウザー : プージャ・クマー
- 中絶専門医 : Tobee Paik
- ジェレミー : ロブ・モーガン
- ロングマン : ダン・アンボイヤー
- デリック : フィリップ・エッティンガー

## 評価
本作は批評家から絶賛されている。映画批評集積サイトのRotten Tomatoesには86件のレビューがあり、批評家支持率は91%、平均点は10点満点で7.5点となっている。サイト側による批評家の意見の要約は「『デンジャラス・プリズン』は残酷で暴力的なシーンが非常に多いが、ヴィンス・ヴォーンのパフォーマンスにより刑務所が舞台のグラインドハウス映画として成功している」となっている。また、Metacriticには21件のレビューがあり、加重平均値は79/100となっている